# Monte Altino
Il Monte Altino è una montagna dei monti Aurunci, nell'Antiappennino laziale, alta 1365,7 m s.l.m., situata nel comune di Formia (LT) nel Lazio, all'interno del territorio del parco naturale dei Monti Aurunci.

## Descrizione
Dalla vetta si ammira un panorama che spazia dalle isole pontine e partenopee a sud, al versante frusinate.
Roccia Lolatra, sul versante meridionale, è un salto di roccia compatta di ben 300 metri di altezza e 200 di lunghezza ove nidifica il falco pellegrino ed in primavera è un'esplosione di coloratissime orchidee che ingentiliscono l'aspra natura del paesaggio calcareo.
Sulla spalla meridionale del monte, a 1252 m s.l.m., è posizionata una statua, voluta da Papa Leone XIII in occasione del Giubileo del 1900; da quest'ultima la cima prende il nome, in quanto chiamata del Redentore.